# 病毒营销
病毒式行銷（英語：viral marketing），又稱病毒式营销、病毒性营销、基因行銷或核爆式行銷，是一種行銷方式，通常以社交網絡和各種媒體管道發布不尋常的消息來吸引大眾對品牌、產品或活動的關注。其中目前最流行的病毒內容形式是網絡爆紅短片。

## 起源
病毒行銷是由歐萊禮媒體公司（O'Reilly Media）總裁兼CEO提姆·奧萊理（Tim O'Reilly）提出。他是美國IT業界公認的傳奇式人物，是開放源碼概念的締造者。他採用病毒行銷的方式，也就是說，一些推介會直接從一位用戶傳播到另外一位用戶，一位用戶對另一人傳遞的訊息，很可能是直接、個人、可信，且有意義的。這類傳播－用戶間彼此之間的接觸，過去稱為「口碑行銷」（word-of-mouth communication），現在則稱為「耳語」（buzz）。
以策略觀點思考耳語的動機，起源於艾利朗·卡茨（Elihu Karz）和保羅·拉沙非（Paul Lazarfeld）將近五十年前的作品。他們在著作《個人影響》（Personal Influence）一書中，比較消費者（或稱用戶）對消費者接觸的力量，與其他形式的大眾傳播，並假設該過程透過一種兩級流動（two-stepflow）運作。某個人被視為有影響力，吸收資訊並將其傳給他們接觸過的人，重點是影響人物的影響力，來自他們與社群和其他人的關係，除此之外，這些人較難接受或吸收資訊。

## 運作方式
過去幾年，耳語的策略運用有深遠的進展，最重要的看法是，耳語可以主動地刺激資訊由某些顧客傳給社群內的其他人，這種見解則被比喻為病毒行銷，「病毒」的比喻是指耳語的散播像「感染」，消費者被耳語感染，就好比某人得了感冒，會不斷地傳染給其他人，除非他採取阻止的行動。
耳語能比傳統的兩級流動或散播更快造成大流行，與其把訊息傳給少數意見領袖或影響人士，等待他們散播口碑，病毒行銷策略能讓使用者幾乎是非自願地接收到耳語；此外，傳遞出去的不只是資訊，而是某種更類似病毒的東西——某種接管和改變消費者想法的思想病毒，這種對資訊的立即性接受，與個人對個人接觸的結果無異。
病毒行銷正迅速感染整個行銷社群，一旦了解之後，你會發現它無所不在。

### 有效的病毒行銷的六个因素
美国著名的电子商务顾问勞夫·威爾森（Ralph F. Wilson）博士歸纳了有效的病毒行銷的六個因素：
1. 提供有价值的产品和服务；
2. 提供无须向他人努力传递信息的能力；
3. 信息的传递范围很容易由小向大范围扩散；
4. 利用公众的积极性和行为；
5. 利用现有的通信网络；
6. 利用他人的资源。

## 電子郵件行銷
而病毒行銷當中最好的例子就是電子郵件行銷（Email Marketing）。電子郵件行銷除了成本低廉的優點之外，更大的好處其實是能夠發揮病毒行銷的威力，利用網友「好康道相報」的心理，輕輕鬆鬆按個轉寄鍵就化身為廣告主的行銷助理，一傳十、十傳百，甚至能夠接觸到原本公司企業行銷範圍之外的潛在消費者，不少嚐過病毒式行銷甜頭的公司也因而津津樂道。
網路電郵服務Hotmail的創始者史帝夫·賈維森，以病毒行銷說明Hotmail成長背後的原理。每一次某位Hotmail使用者發出電郵，郵件最後都有一行暗示使用者背書的邀請：「現在就到Hotmail申請你自己的免費電郵帳號」。網路科技提升了口碑的製造、傳遞和回應。除此之外，使用者「感染」的病毒，其實是一個概念：Hotmail是使用電郵的正確方式。

### 在高度網路化環境下生效的四項原則
1. 網路化社群的組成通常沒有企業的支持，且不論它們得到多少支援，都能維持其自主性。
2. 網路化社群擁有本身認可的網路領導人，他們也被外界視為專家。
3. 網路領導者經常以社會價值之名推銷產品，而行銷者通常無法理解其意義。
4. 由於網路領導者經常以他們關心且與品牌相關的價值為名推銷產品，他們喜愛特定類別和產品的理由必須被尊重，且通常獲得認可。

## 例子
- Will It Blend?
- 勃肯鞋的結合行銷方式
- 福斯汽車假影片事件[1]
- 臺灣三星行銷手法用假裝心得分享事件
- 贪玩蓝月
- BuzzFeed 病毒行銷案例 （页面存档备份，存于）

## 风险
正如所有的机遇都会面临一定的风险，这种低成本甚至零成本的营销手段在给商家带来利润的同时，也可能带来网络执法人员，甚至黑客。黑客往往通过追踪获取网络后台地址，进而入侵。此外，多数情况下，网络用户会设置过滤，屏蔽广告。除非商家进行合理的营销，否则可能会招致意想不到的灾难。

### 出版物
- 唐恩·亞可布齊（Dawn Iacobucci）＆巴比·凱德（Bobby Calder）合編. . ISBN 978-986-124-769-4.